# NGC 6487
NGC 6487 ist eine elliptische Galaxie vom Hubble-Typ E0 im Sternbild Herkules am Nordsternhimmel. Sie ist schätzungsweise 350 Millionen Lichtjahre von der Milchstraße entfernt und hat einen Durchmesser von etwa 185.000 Lichtjahren. Gemeinsam mit NGC 6486 bildet sie ein (optisches?) Galaxienpaar.
Das Objekt wurde am 28. Juli 1880 von Édouard Stephan entdeckt.